# Kanan (Einheit)
Kanan war ein Volumenmaß für Flüssigkeiten im Königreich Siam.
- 1 Kanan = 4 Leengs = 120 Pariser Kubikzoll = 2 2/5 Liter = 2,38 Liter